# 恵祖世主
恵祖世主（えそせいしゅ、生没年不詳）は、13世紀のグスク時代の人物、伊祖城主。英祖王の父親。

## 概要
琉球王国の歴史書、古琉球三山由来記では恵祖世主は天孫氏の子孫で、天孫氏最後（25代目）の王、思金松兼王の四男・西原王子の世子とされており、伊祖按司である。
晩年、妻が太陽が懐の中に飛んでくる夢を見て英祖王を生んだとされている。英祖王の神号、英祖日子（ゑぞのてだこ、インソゥティダグァ）はこの伝説に由来している。恵祖世主の遺骨は浦添市の伊祖の高御墓に収められている。

## 系譜
- 父：西原王子?
- 母：（不詳）
- 妻：（不詳）
- 子：英祖王